# Сааремааское восстание (1919)
Са́аремааское восста́ние (эст. Saaremaa ülestõus), вооружённое восста́ние трудя́щихся Са́аремаа (эст. Saaremaa töörahva relvastatud ülestõus) в советской историографии, Са́аремааский мяте́ж (эст. Saaremaa mäss) в эстонской историографии — вооружённое выступление населения эстонских островов Сааремаа и Муху против эстонского правительства и остзейского дворянства в период с 16 по 21 февраля 1919 года.

## Предыстория
Земли острова Сааремаа в целом были не очень плодородными и не могли прокормить весь остров даже в лучшие годы, поэтому часть продовольственных культур приходилось ввозить. В царское время почти половина сельскохозяйственных земель (прежде всего наиболее плодородные районы) принадлежала мызникам — балтийско-немецким баронам. Более 80 % жителей Сааремаа занимались сельским хозяйством, но в 1910-х годах из 57 000 жителей острова безземельными были почти 30 000 человек. Чтобы прокормить свои семьи, они были вынуждены выполнять оплачиваемую работу для мызников и более богатых земляков или искать другие случайные работы. Каждую весну около 6000–10000 островитян уезжали работать на материк или на рыболовные суда. Большие экономические проблемы возникли на острове в связи с начавшейся Первой мировой войной. В 1915 году 40 % лошадей было реквизировано для использования в военных целях, что затруднило ведение сельского хозяйства. 1916 год был неурожайным, после этого посевные площади уменьшились. После Февральской революции по решению Временного правительства России барщина была заменена на арендную плату за землю, и её платило большое число крестьян. Урожай зерна в 1918 году был плохим из-за засухи, островитянам грозил голод.
В конце февраля 1918 года, в ходе операции «Фаустшлаг», войска Германской и Австро-Венгерской армий оккупировали материковую часть Эстонии. Эстонские острова Сааремаа, Муху и Хийумаа были уже ими оккупированы ранее, в октябре 1917 года, в ходе операции «Альбион». Во время оккупации единоличным правителем западно-эстонских островов был немецкий губернатор Бальк, который установил здесь строгий военный режим. При этом Эстония провозгласила свою независимость 24 февраля 1918 года, после отступления войск российской императорской армии и до вторжения немецких войск. Была свергнута провозглашённая 29 ноября 1918 года в Нарве Эстонская Советская Республика под названием Эстляндская трудовая коммуна, и власть перешла к Временному правительству Эстонии, которое теперь находилось в состоянии войны как с Россией, так и с Германией.
В конце декабря 1918 года Временное правительство Эстонии отправило с материка на Сааремаа группу школьных учителей, чтобы они ознакомили население с его целями и национальной ситуацией, а также собрали информацию с мест. Однако учитель местной школы Георг Вилто (Georg Vilto, 1892—1964) призвал описать, взять под охрану и объявить имущество мызников собственностью народа, и его послание было встречено с одобрением. Когда представители правительства пытались остановить деятельность Вилто, их посчитали предателями и приспешниками немецких баронов. Выпускавшиеся на Сааремааские газеты Партии труда и Социал-демократической партии призывали к срочному проведению земельной реформы и раздаче мызных земель крестьянству.

## Причины восстания

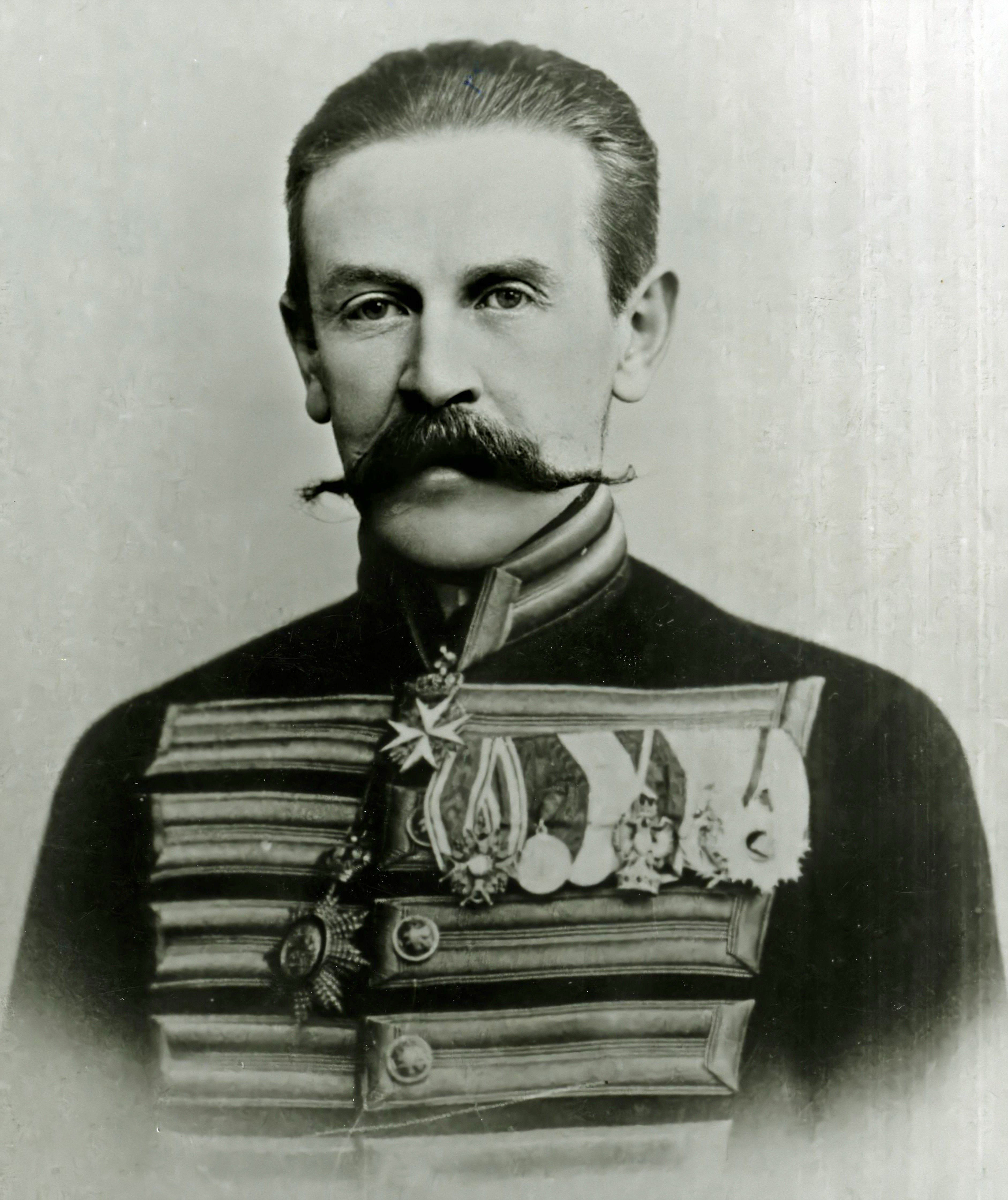
Аксель фон Буксгевден

Немецкая оккупация Эстонии, продолжавшаяся шесть месяцев, вернула на это время в страну режим остзейского дворянства: были распущены демократически избранные уездные, городские и муниципальные власти; восстановлены прежние земельные владения и привилегии мызников и вновь узаконены телесные наказания; началась реквизиция животных и продовольствия. На Сааремаа сообщалось, что мызники повысили арендную плату за землю и не выплачивали работникам зарплату, а владелец нескольких мыз, предводитель Эзельского дворянства Аксель фон Буксгевден вернул барщину. Последовавшие за этим политические и военные потрясения и тяжёлая экономическая ситуация, большей частью из-за неурожайных лет, привели к ещё большему накалу настроений на эстонских островах. Ощущая острую нехватку земли, островитяне с нетерпением ждали раздачи народу мызных земель, но поскольку в конце 1918 года разразилась Освободительная война, решение этого вопроса затягивалось. Изначально островитяне относились положительно к новому национальному правительству Эстонии, но его решение отложить обсуждение земельной реформы до созыва Учредительного собрания, очередная реквизиция зерна, сбор налогов, назначенных ещё в «германский период» и ряд других шагов новой власти вызвали у островитян разочарование и впечатление, что правительство в Таллине находится на стороне мызников. Йохана Айнсона (Johan Ainson), назначенного Временным правительством комиссаром Сааремаа, обвинили в чрезмерной снисходительности к представителям бывших немецких оккупационных властей в переходный период. Позже в письме, отправленном в Учредительное собрание, жители волости Ууэмыйза заявили: 

"Неудивительно, что в результате таких действий временного правительства народ подумал: «У нас нет Эстонского государства и эстонского правительства, а всё же есть германское правительство, то есть правительство баронов».Оригинальный текст (эст.)«Ei ole imestada, et niisuguse ajutise valitsuse tegevuse tagajärjel rahva seas arvamine tekkis: „Meil ei ole Eesti riiki ega Eesti valitsust, vaid on ikkagi Saksa ehk parunite valitsus“»
 Постановление правительства о принудительной мобилизации островитян в эстонскую армию, воюющую против Советской России, послужило ещё одним толчком к возникновению антиправительственного движения на Сааремаа. Жители Сааремаа устали от войны, особенно вернувшиеся домой демобилизованные. Согласно отчёту чрезвычайной следственной комиссии, общее мнение островитян заключалось в том, что «маленькая Эстония не может противостоять великим силам России». Кроме того, мобилизационная комиссия проявила несправедливость, освободив от военной службы сыновей богатых землевладельцев. Слабо веря в независимость Эстонии, даже летом 1919 года многие островитяне в частных письмах выражали желание «вернуться под власть русских». Эстонские историки одной из причин восстания также называют политическое невежество островитян.

## Ход восстания
Восстание началось в мухуском порту Куйвасту 16 февраля 1919 года как сопротивление объявленной мобилизации. К 10 часам утра в Куйвасту прибыли 235 призванных в эстонскую армию мужчин в возрасте 21–28 лет и сопровождавшие их лица (всего, по данным Виктора Негго, назначенного комиссаром уезда Сааремаа вместо Айнсона, 400—500 человек). Призывы к антиправительственному выступлению звучали уже в декабре 1918 года (одним из самых активных агитаторов был Александр Койт (1891—1919), бывший унтер-офицер царской армии), а его возможность обсуждалась в январе 1919 года. В начале февраля в волостной управе Хелламаа состоялся официальный митинг, на котором опротестовывались условия мобилизации. Те, кто запланировал сопротивление, привезли с собой к пункту мобилизации припрятанное оружие (по данным участника восстания Михаила Ыуэ (Mihail Õue, 1893—1969), 250 винтовок) и начали проводить мобилизацию в свои ряды. Часть мужчин, не согласных с их планами и желавшая переправиться через море в Виртсу, осталась на месте, поскольку бунтовщики грозили открыть огонь по уходящим в сторону материка.

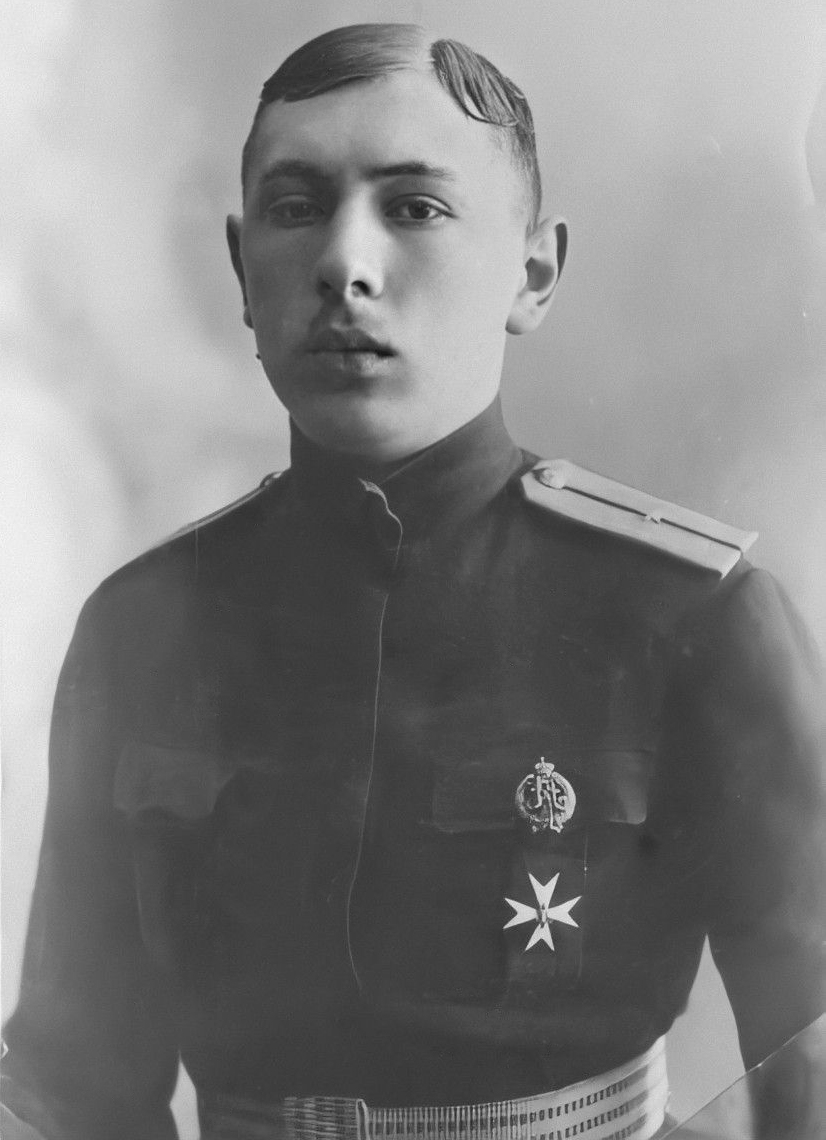
Арсений Ефимов

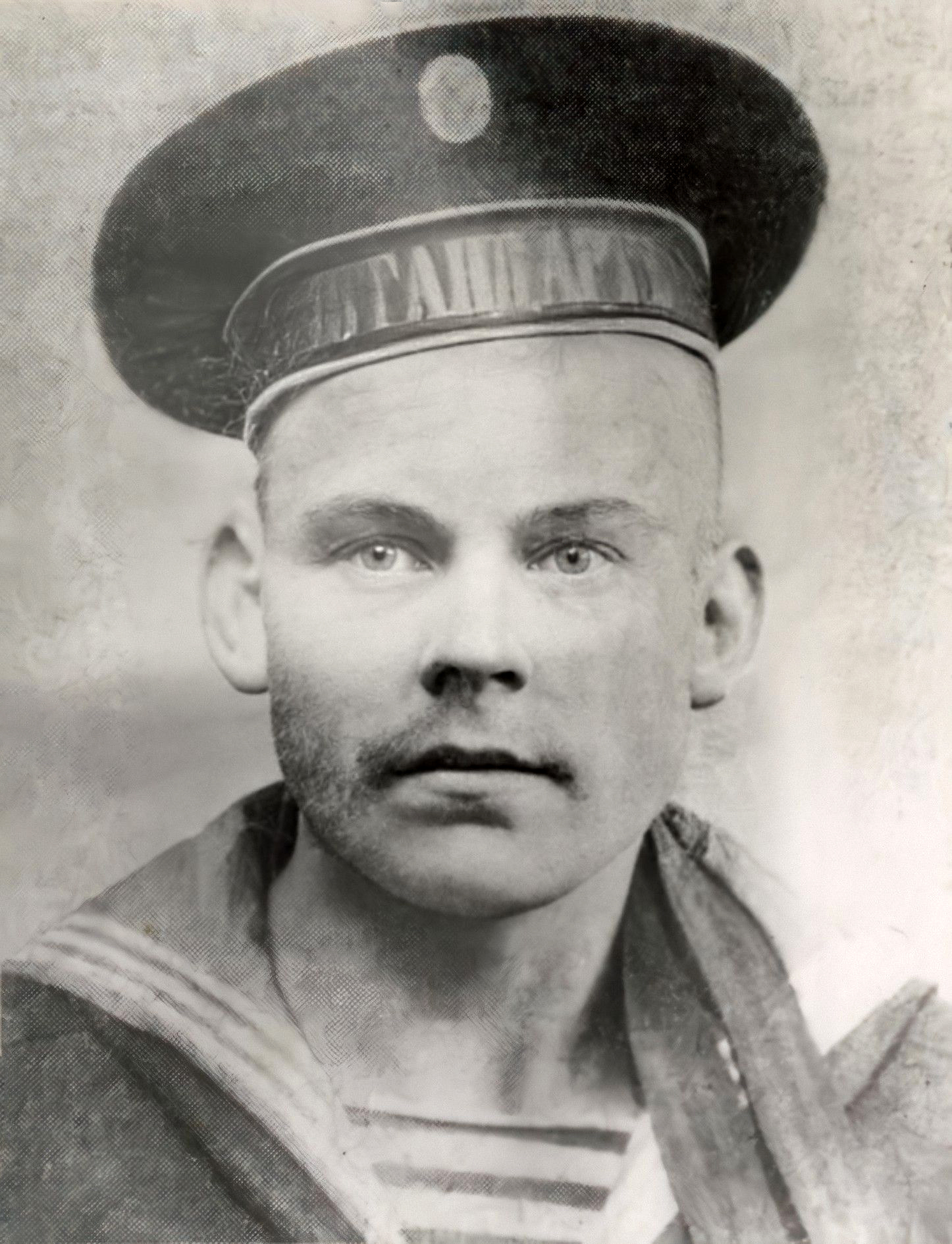
Александр Охак

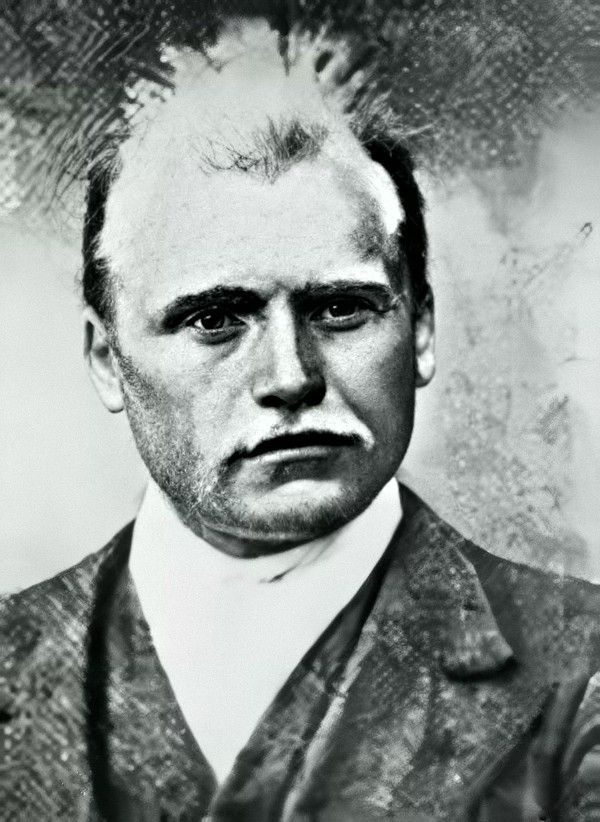
Александр Койт

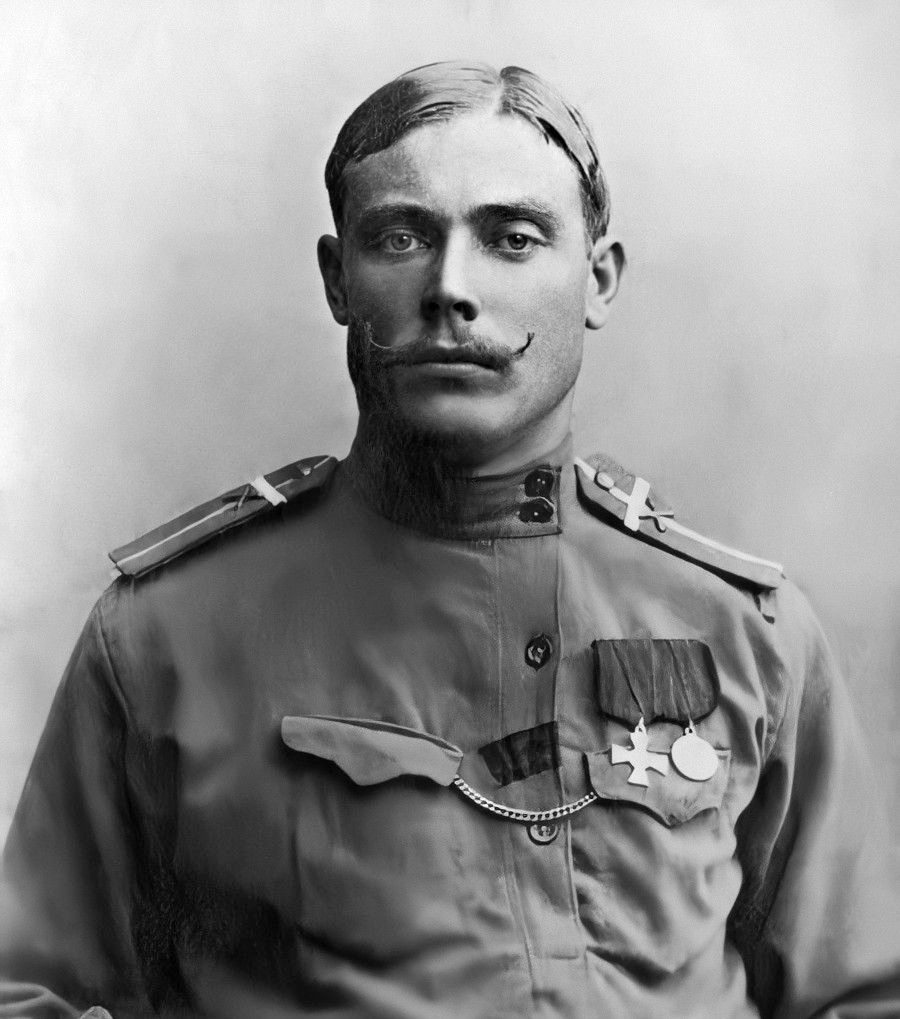
Гермоген Хинтс

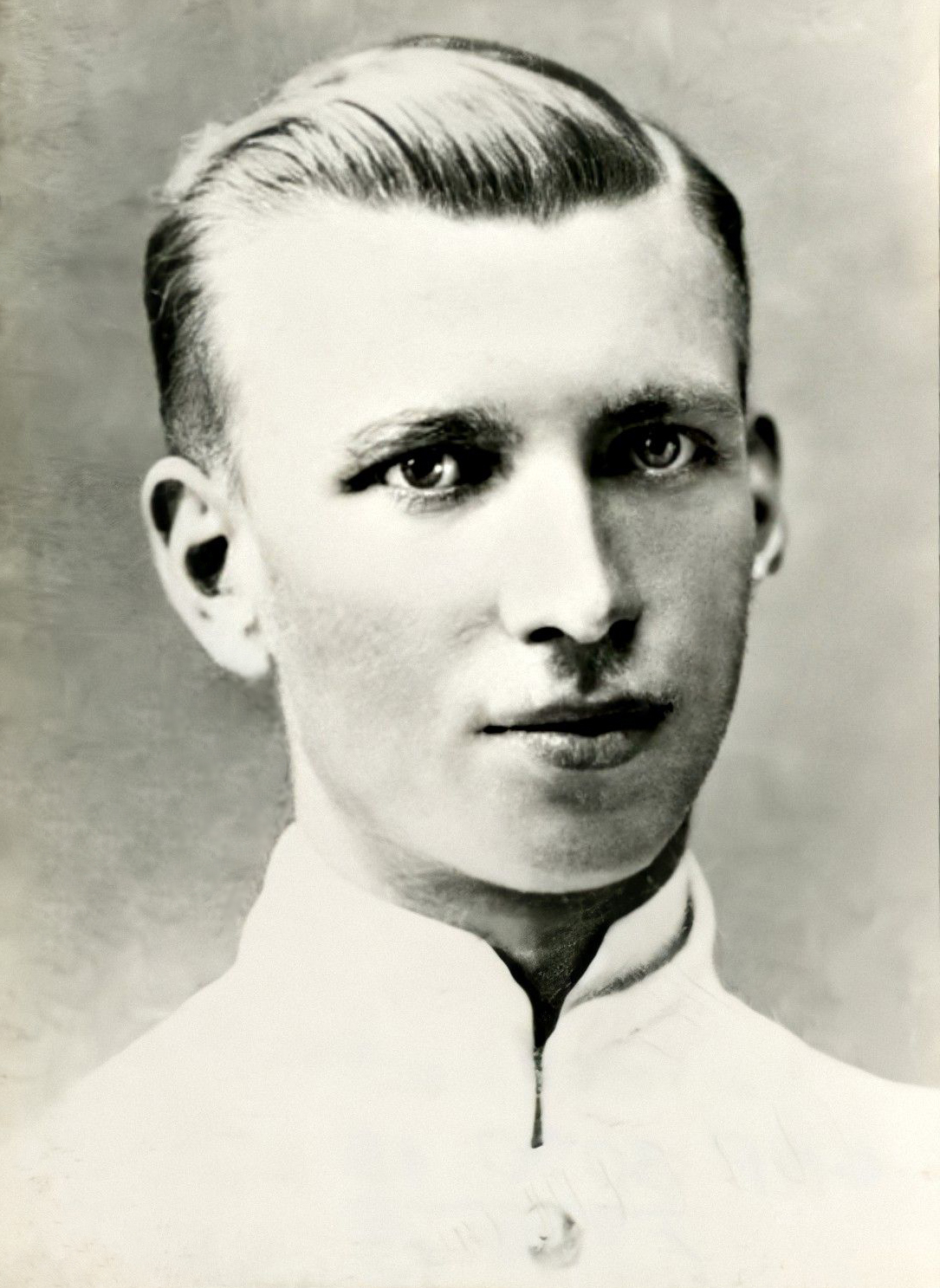
Иван Энно

Восставшие расстреляли проводившего мобилизацию офицера Арсения Ефимова (Arseni Jefimov, 1895—1919), а также двух его помощников — военного чиновника Карла Таммеля (Karl Tammel) и государственного лесничего Алексея Вахера (Aleksei Vaher). Были убиты направлявшийся со своей мызы Педдаст на материк барон Аксель фон Буксгевден (Alexander Peter Eduard Buxhoeveden, 1856—1919) и его брат Артур фон Буксгевден (Arthur Otto Bernhard von Buxhoeveden, 1863—1919). В эстонской прессе утверждается, что при бароне Акселе фон Буксгевдене была с собой касса Эзельского дворянства в сумме 75 000 золотых рублей и множество драгоценностей.
Повстанцы захватили телефонную станцию в деревне Вийра и почтовую контору в Куйвасту и продолжили распространять призывы к сопротивлению и увеличивать свои силы. В течение дня восставшие взяли под свой контроль весь Муху, убив ещё несколько мирных жителей. Вечером того же дня восстание перекинулось на Сааремаа. Были свергнуты волостные управы, и создан революционный отряд численностью около 1000 человек. В течение трёх дней мятежники убили 23 человека, из них 19 гражданских лиц (в основном мызников и членов их семей), в том числе на Муху — 10 человек. Были убиты, в частности, служащий германского консульства в Курессааре Оскар Рар (1876–1919), немецкий лейтенант Крупп с женой, прибывший с материка лейтенант Карл Тулмин (Karl Tulmin, 1893—1919), управляющий мызой Тамсе Карл Весберг (Karl Adolf Wesberg, 1858—1919) и др..
Руководителями восстания на Муху были избраны Михкель Сырм (Mihkel Sõrm, также в качестве коменданта Куйвасту), Иван Энно (Ivan Enno, 1895—1919), Георг Лооритс (Georg Loorits), Михаил Ыуэ (начальник береговой охраны), Михкель Ээвель (Mihkel Öövel, 1891–?, снабженец), Андрей Сырм (Andrei Sõrm, 1900—1946), Василий Кокк (Vassili Kokk, 1890—1919). Руководителями мятежников на Сааремаа являлись Александр Койт, Александр Охак (Aleksander Ohak, 1892—1919), Александр Сепп (Aleksander Sepp), Иван Сийм (Ivan Siim, 1883—1919), Гермоген Хинтс (Hermogen Hints, ?—1919), Мартин Кирр (Martin Kirr, 1894—1947), Густав Йыги (Gustav Jõgi, 1895—1919), Александр Кяо (Aleksander Käo, 1893—1972), Андрей Тасане (Andrei Tasane, 1896—1979) и др.. Было сформировано 11 рот. Основные силы повстанцев прибыли из шести районов: Келламяэ, Сикассааре, Лооде, Упа, Вайвере и Муратси. Их целью был захват Курессааре, формирование «народного правительства» и скорейшее проведение земельной реформы. Лозунгами восставших были: «Смерть баронам!», «Долой буржуазию!».
О начале беспорядков мухуское отделение «Кайтселийта» сообщило по телефону курессаарескому отделению, и затем было проинформировано Временное правительство Эстонии и Оперативный штаб в Таллине; последние отреагировали быстро. Для противодействия повстанцам из Курессааре была отправлена группа лояльных правительству горожан (половина из них были немцы), и 17 февраля они дали бой под Лаймъяла, но после четырёхчасовой схватки отступили обратно в Курессааре. В том бою участвовало 90 повстанцев, и их было бы больше, если бы хватало оружия.
18 февраля с целью захвата Курессааре мятежники собрались в деревнях Упа (там находился их штаб), Вайвере и Келламяэ, однако начало выступления было отложено. В тот же день на Муху прибыл спецотряд Временного правительства Эстонии под командованием лейтенанта Яана Клаара (1889—1943). В его распоряжении было 110 матросов с эсминца «Леннук» и канонерской лодки «Лембит», 110 кавалеристов и 22 стрелка, а также 12 пулемётов, составлявших основную огневую мощь отряда. У повстанцев не было связи с тылом, и они не знали о прибытии этого отряда, а также о том, что заказанные ими на Муху 15 партий боеприпасов из захваченного 16 февраля склада попали в руки правительственных войск. По словам бойца, входившего одну из групп восставших, на каждые 10 человек в ней приходилась одна винтовка.
Число защитников Курессааре, по данным работницы Сааремааского музея Пирет Хийе (Piret Hiie), составляло 327 человек, по данным доктора исторических наук Карла Сийливаска — 500 (200 кайтселитчиков и 300 мобилизованных). У них имелись оставленные немецкими оккупационными войсками 434 немецких, японских и русских винтовки, 960 ручных гранат и 115 750 патронов. В городе была установлена круглосуточная патрульная служба, запрещены всякого рода массовые собрания, даже стояние парами, закрыты школы и магазины; для защиты города был даже создан отряд, состоявший из гимназистов.
Отряды повстанцев были разбиты по отдельности: 19 февраля правительственные войска подавили восстание на Муху, 20 февраля — на востоке Сааремаа, 21 февраля были разбиты передовые силы мятежников в окрестностях Курессааре. Восстанию был положен конец.

## Причины поражения восстания
В поисках причин поражения восстания советские историографы изначально пришли почти к единодушному мнению: одной из главных причин было то, что на Сааремаа в то время не существовало сильной коммунистической партийной организации, которая могла бы организовать и возглавить восстание. Однако, в более позднем заявлении ЦК КП Эстонии говорилось, что восстание никоим образом не было организовано партией, а возникло в результате стихийного сопротивления населения острова. Поражению же восстания способствовали его стихийность, неумелое руководство, отсутствие боевого опыта и плохое обеспечение оружием.

## Карательные действия и суды

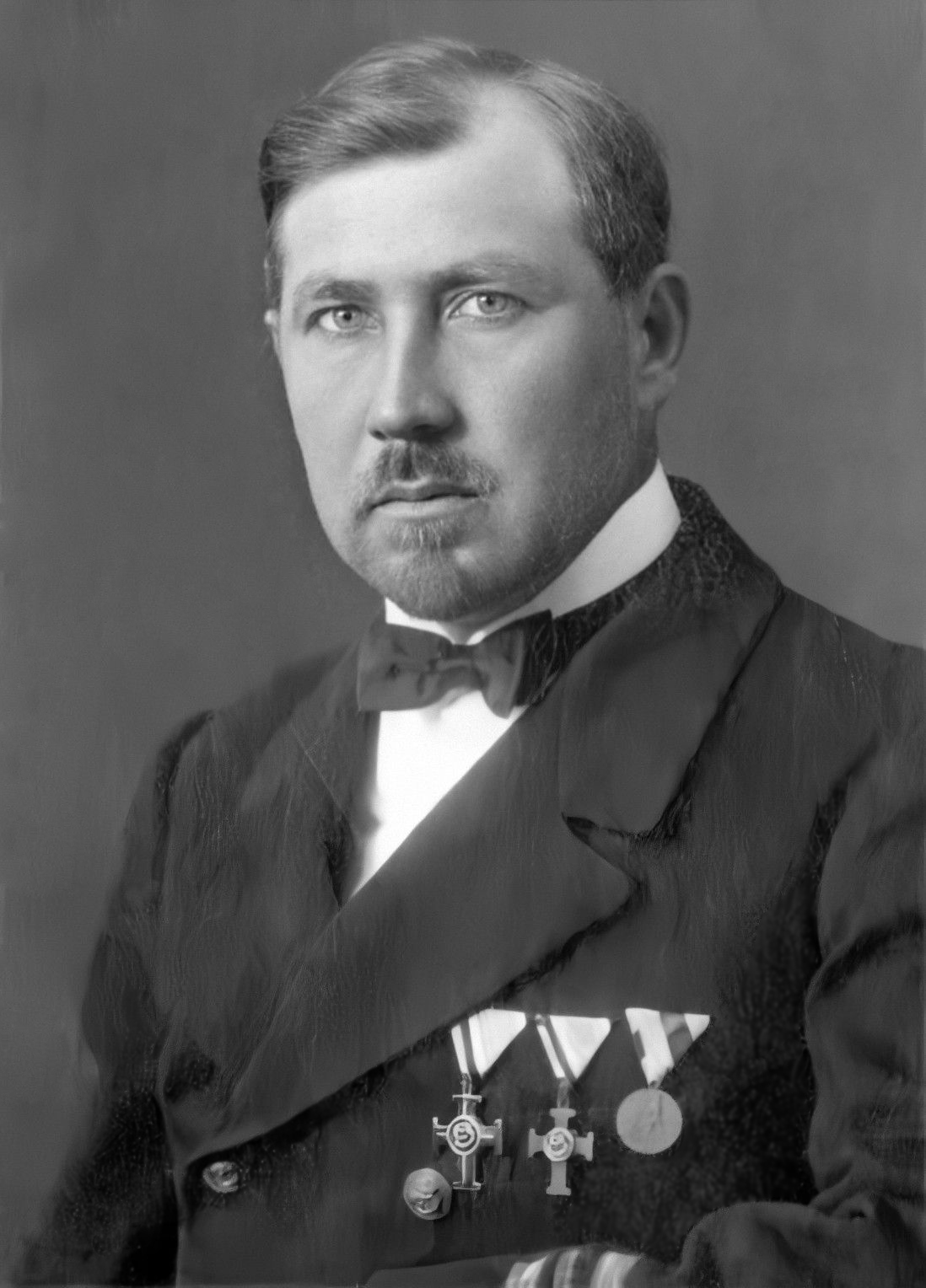
Яан Клаар, кавалер Креста Свободы, 1924 год. Убит в ГУЛАГе в 1943 году

Военно-полевой суд под руководством Яана Клаара начал работу 22 февраля в Курессааре. Приговоренных к смертной казни расстреливали в местечке Куллимяэ и в бухте Сепамаа. Многие островитяне, захваченные в районе деревень Упа и Вайвере, были расстреляны на рыночной площади на глазах у горожан. Некоторые свидетели назвали одним из палачей Бернхарда Рахамяги, местного пастора, позже — епископа Эстонской евангелическо-лютеранской церкви. Согласно публикации лектора Института истории Тартуского университета Таави Минника (Taavi Minnik) от 2015 года, есть данные, что палачи действовали в состоянии алкогольного опьянения. На это указывает поданная командующими эстонскими войсками на Сааремаа просьба начальнику внутренней обороны дать исполнителям приговора 10 литров спирта.
Согласно показаниям некоторых свидетелей, карательные отряды арестовали и казнили во внесудебном порядке несколько человек, в их числе на Муху: Василия Ээвеля (Vassili Öövel) из деревни Рауги, двух мальчиков из Кантсипыллу, Тимофея Сийма (Timofei Siim) из деревни Кантси, Василия Сууркиви (Vassili Suurkivi); на Сааремаа была жестоко убита активистка повстанцев Мария Эллам (Maria Ellam, 1890—1919). На телах казнённых были обнаружены пулевые и штыковые ранения и следы побоев. Карателей также обвиняли в грабежах. В штабе правительственных сил в деревне Вийра заключённых якобы избивали кнутами. Среди карательных отрядов самым жестоким был Таллинский конный партизанский отряд под командованием немецкого прапорщика Гельмута Фёльша (Helmut Foelsch, 1895—1944). По показаниям некоторых заключённых в тюрьмы, им приказывали избивать друг друга (давать 25 кнутов).
В настоящее время у исследователей возникла путаница с именами участников восстания. Одним из его руководителей был назван Георг (Юри) Прууль (Georg (Jüri) Pruul), но в мятеже участвовали два человека с подобным именем: родившийся в 1887 году в деревне Лехтметса моряк Георг Прууль и родившийся в 1892 году в деревне Кантси (и бывший в списках призванных в армию) Георг Прууль. Мужчин с именем Иван Вокк (Ivan Vokk) насчитывалось трое.
Военный трибунал Клаара прекратил свою деятельность 6 марта, а его карательный отряд отбыл из Курессааре 7 марта. В качестве командующего островами Сааремаа и Муху был назначен Александр Росалк (Aleksander Rosalk). Он учредил свой военный трибунал, который действовал до конца марта 1918 года. Суды над обвиняемыми в участии в мятеже проходили и позднее: в 1925 и 1927 годах (большинство осуждённых в 1925 году были позже оправданы).

## Число погибших, казнённых и понёсших наказание
По советским данным, погибли в боях, были убиты и казнены около 300 участников восстания, около 100 человек получили телесные наказания, более 100 были направлены на принудительные работы.

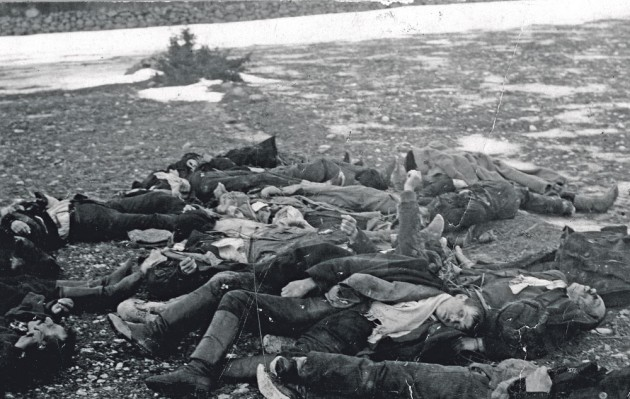
Тела убитых мятежников в Упа (по другим данным в Куллимяэ)

Цифры, приведённые эстонскими исследователями, различаются. По данным кандидата исторических наук Аугуста Сунила (August Sunila, 1918—2008), 81 мятежник был убит в ходе вооружённого столкновения, ещё 68 повстанцев были казнены согласно решениям военно-полевых судов, 14 — убиты карательным отрядом (итого 163 жертвы со стороны восставших); 58 человек были направлены на принудительные работы, 15 человек получили тюремное заключение, телесные наказания получили 78 человек и под полицейским надзором остались 114 человек. Были арестованы, но позже освобождены 366 человек, все эти люди известны поимённо.
По данным Яана Клаара и чрезвычайной следственной комиссии, число убитых в столкновениях с правительственными войсками повстанцев составило более 130 человек, по решению военно-полевых судов было расстреляно 33 человека. По словам Эдуарда Кюбарсепа, было казнено 39 человек.
Многие люди, приговоренные к принудительным работам в лагерях, были позже освобождены по амнистии, объявленной Учредительным собранием Эстонии.
В 2009 году доцент Тартуского университета Аго Паюр (Ago Pajur) оценил общее число погибших в 200 человек.

## Последствия
Правительство Эстонии в любом случае планировало комплексную аграрную реформу, которая была принята Учредительным собранием 10 октября 1919 года. События на Сааремаа способствовали ускорению изменения правительственной аграрной политики и началу раздачи мызных земель крестьянству. Их бо́льшая часть была поделена на небольшие фермы, часть из которых была отдана бесплатно участникам Освободительной войны.

## Отражение в советской истории и историографии

Памятник Сааремаскому восстанию в Курессааре (демонтирован в 1990 году)

Памятник Сааремаскому восстанию в Кудьяпе (демонтирован в 1990 году)

В советской историографии восстание рассматривалось не как изолированное событие, а как часть борьбы рабочих и крестьян всего молодого Советского государства против иностранных интервенций и внутренней контрреволюции. Подобные выступления произошли также на Украине, на Урале, в Белоруссии, на Дальнем Востоке и в других оккупированных иноземцами районах, что оказывало «неоценимую помощь Красной армии и помогало добиться окончательной победы за идеалы Октябрьской революции». Сааремааские мятежники, среди которых было немало вернувшихся домой бывших солдат и матросов, участвовавших в двух революциях на российском флоте, не хотели быть «пушечным мясом» для буржуазии, помещиков и иностранных интервентов. Но так как на материковой части Эстонии сопротивление трудящихся было сломлено, восстание на Сааремаа было обречено на поражение.
ЦК КП Эстонии отверг обвинения в причастности к восстанию и заявил, что оно стало для большевиков неожиданностью и, если бы у них была возможность повлиять на события на Сааремаа, они бы выбрали более подходящий момент для вооружённого сопротивления.
Когда в 1940 году в Эстонии была установлена советская власть, почти все офицеры правительственных войск, участвовавшие в подавлении восстания на Сааремаа, были казнены. Чествовались люди, принимавшие участие на стороне повстанцев, в частности, Михаил Ыуэ стал председателем колхоза «Вальяла». Согласно изданной в 2010 году Сааремааским музеем книге «1919. aasta mäss Muhu- ja Saaremaal» («Мятеж 1919 года на Муху и Сааремаа») Пирет Хийе, из-за этого повстанцами называли себя даже некоторые люди, не участвовавшие в восстании. В Советском Союзе торжественно отмечались годовщины восстания, публиковались многочисленные статьи и книги на эту тему.
Участникам восстания были возведены памятники в Курессааре и посёлке Кудьяпе и установлены памятные камни в Куллимяэ и Упа. Памятник в Курессааре был открыт на центральной площади города в 1963 году. Он представлял собой четырёхметровую каменную глыбу, из которой были вырезаны фигуры трёх вооружённых винтовками мужчин. Это был первый фигуративный памятник из доломита в Эстонии после Второй мировой войны. Его авторами были скульптор Эндель Танилоо и архитектор Юло Сирп.

## Отражение в эстонской истории и историографии
Некоторые эстонцы (Виктор Негго, Йоханнес Эрнитс, Яан Майде) утверждали, что восстание было частично или полностью организовано и возглавлено большевиками. Они подтверждали это следующими фактами: мятеж вспыхнул в тот же день, когда Красная армия начала наступление на Эстонию; в кармане одного из арестованных повстанцев был найден трамвайный билет, купленный в Петрограде несколькими днями ранее. Организатором восстания был назван уроженец Сааремаа Виктор Кингисепп, который через своих агентов проводил на Сааремаа агитационную работу (по другой версии лично прибыл туда из Латвии). Писарь волости Когула Оскар Вильгельм Паас (Oskar Vilhelm Paas) заявил, что Александр Койт был отправлен из Петрограда на Сааремаа со специальным заданием. В эстонской прессе 1919 года восставших называли большевиками.
Однако другие эстонские исследователи (в частности, Аугуст Сунила, Пирет Хийе) посчитали эти утверждения неверными. Чрезвычайная комиссия по расследованию мятежа, созданная правительством (в её состав вошли Яан Теэмант, Эдуард Кюбарсепп и Александр Розалк (Aleksander Rosalk)), не обнаружила ни того, что повстанцы получали деньги или оружие извне, ни того, что на острове находились какие-либо засланные агитаторы. Своё расследование также вёл 2-й отдел Генерального штаба, то есть военная контрразведка. По воспоминаниям одного анонимного участника восстания, лидерами были «совершенно случайные люди», которым «не хватало более широкого кругозора и понимания». Версия об участии Кингисеппа подверглась критике в местной газете «Meie Maa». Она, возможно, возникла после того случая, когда один из повстанцев представился как Виктор Кингисепп во время разговора с Курессааре по телефону. По мнению Аугуста Сунила, заявление о найденном петроградском трамвайном билете было выдумкой Яана Клаара.

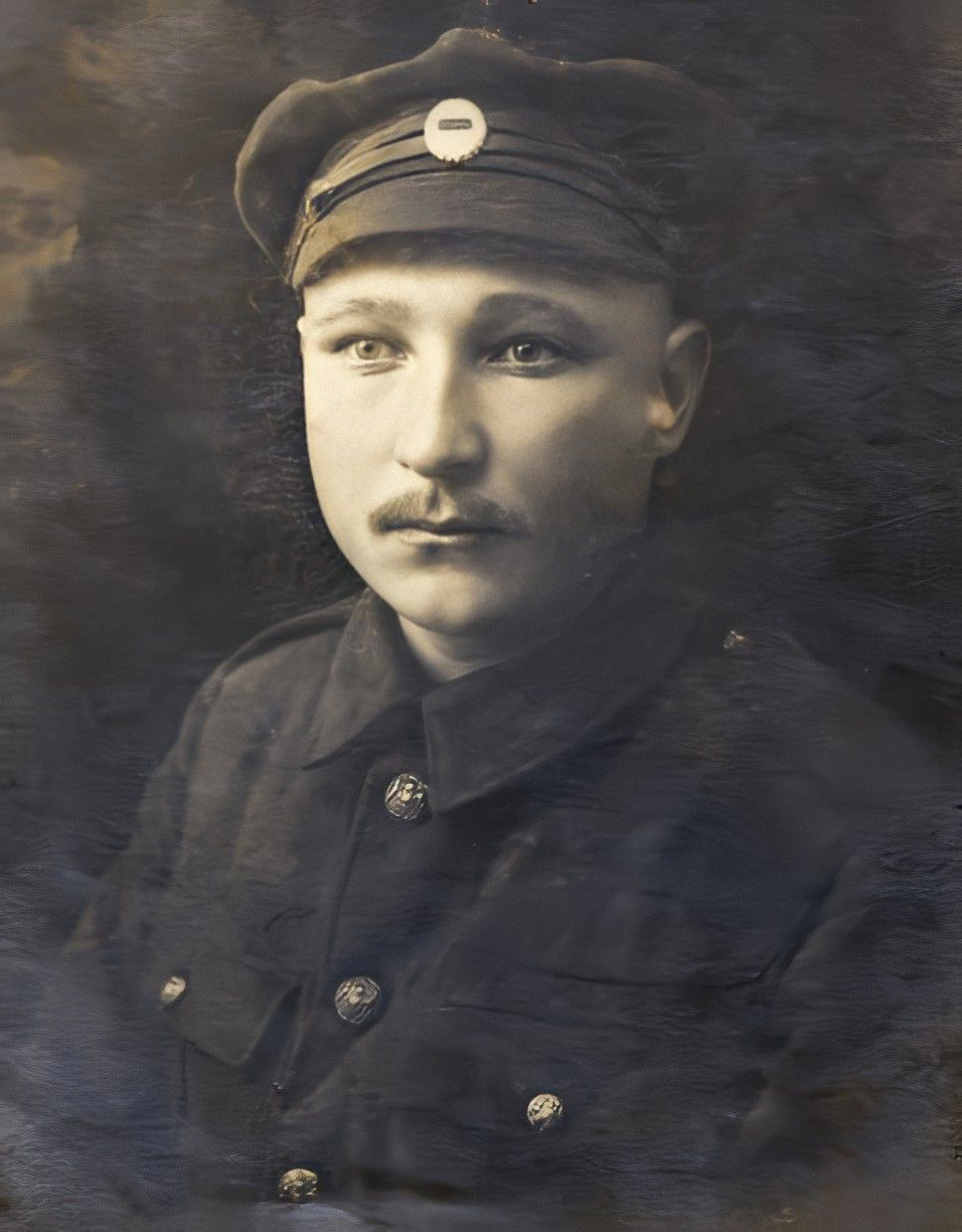
Александр Кяо (один из руководителей Сааремааского восстания), участник Эстонской освободительной войны, сентябрь 1919 года

Тем не менее, в современной Эстонии организаторов восстания называют «сторонниками большевиков» и «красными», а вернувшихся с Первой мировой войны островитян — «заражёнными большевизмом». Виктор Негго назвал организаторов восстания «островитянами-коммунистами». «Восстанием коммунистов» называет сааремааский мятеж в своей написанной в 2007 году книге «История Эстонской Республики» и финский историк Сеппо Зеттерберг. Миф об организации восстания коммунистами, и даже утверждения о «руке Москвы» можно найти и в современных эстонских изданиях, хотя никаких коммунистических организаций на Сааремаа и Муху в то время не было.
Кроме обвинения в большевизме, в эстонской историографии руководителей восстания также обвинили во лжи и демагогии, и самой большой ложью считается то, что организаторы вооружённого выступления назвали его направленным на поддержку борьбы эстонского правительства против мызников. Утверждается, что в некоторых волостях (в частности, в Лейзи) мужчинам был разослан приказ собраться, и это делалось от имени волостной управы; в других волостях (например, в Пихтла) организаторы мятежа заставили волостного старосту и волостного секретаря подписать приказ мужчинам «вступить в армию трудящихся». Таким образом, значительная часть островитян, присоединившихся к протесту, не знала, что выступает не против мызников, а против независимого правительства Эстонии. Многие из участников мятежа впоследствии воевали в эстонской армии за независимость страны и показали себя хорошими воинами.
В годы Первой Эстонской республики восстание зачастую называли «печальным событием», а его годовщины — «печальными годовщинами».
После восстановления независимости Эстонии посвящённые восстанию на Сааремаа памятники были снесены. Памятник в Курессааре демонтировали в сентябре 1990 года, его фрагменты свезли в карьер в деревне Каарма, где с течением времени они полностью разрушились.
15 февраля 2019 года в Городском театре Курессааре прошла историческая конференция и выставка «Через мятеж к свободному государству» (эст. «Mässu kaudu vabasse riiki»), организованные Музеем Сааремаа в сотрудничестве с газетой «Саарте Хяэль» («Saarte Hääl»). Восстание 1919 года на Сааремаа и Муху было названо трагическим событием в истории Эстонии, когда молодая Эстонская республика, ведя борьбу за независимость с внешним врагом, была вынуждена обратить оружие против собственного народа.
По заказу Городского театра Курессааре Урмас Леннук (Urmas Lennuk) написал посвящённую Сааремааскому восстанию пьесу под названием «Тихо-тихо плывут облака…» (эст. «Tasa, vaikselt sõudvad pilved…»), которая была впервые показана 2 марта 2019 года, перед выборами в Рийгикогу. К объяснению подоплеки произошедших событий, описанию их контекста и характеров мятежников авторы пьесы подошли с большой тщательностью.

## Комментарии
1. ↑  Эстонские топонимы, оканчивающиеся на -а, не склоняются и не имеют женского рода (исключение — Нарва)[42].